# چقدر دور، چقدر نزدیک
چقدر دور، چقدر نزدیک (لهستانی: Jak daleko stąd, jak blisko) فیلمی لهستانی به کارگردانی تادئوش کونویتسکی است که در سال ۱۹۷۱ ساخته و در سال ۱۹۷۲ منتشر شد.

## گزیدهٔ بازیگران
- آندژی واپیتسکی
- مایا کوموروفسکا
- گوستاف هولوبک
- آلیتسیا یاخیه‌ویچ
- آنا دیمنا
- زجیسواف ماکلاکیه‌ویچ
- اِوا کشیژفسکا
- ادموند فتینگ
- پیوتر پاوئوفسکی
- یادویگا کوریلوک
- یژی سنوتا
- ویرگیلیوش گرین
- میه‌چیسواف واشکوفسکی
- شیمون شورمیئی
- کشیشتف استروئینسکی
- اِوا لِمانسکا